# Олів'є Ассаяс
Олів'є́ Ассая́с (фр. Olivier Assayas; нар. 25 січня 1955, Париж, Франція) — французький кінорежисер, сценарист, кінокритик.

## Біографія та кар'єра
Олів'є Ассаяс народився 25 січня 1955 року у Парижі в сім'ї французького режисера Жака Ремі. Закінчив ліцей «Блеза Паскаля» в Орсе, а потім і Вищу національну школу образотворчих мистецтв у Парижі. Має диплом за спеціальністю «сучасна література» Паризького Університету «Нова Сорбанна-3».
Ассаяс починав свою кар'єру в кіноіндустрії працюючи асистентом батька-режисера. З 1980 по 1985 рік працював критиком у відомому кінематографічному часописі «Cahiers du cinéma», у 1982–1985 рр. — у журналі «Rock & Folk». Під час роботи у виданнях часто захоплювався роботами азійських режисерів. Саме у ці роки він знімає свої перші 4 короткометражних стрічки.
Повноцінним дебютом Олів'є Ассаяса у великому кіно став сценарій для фільму «Місце злочину» (фр. Le lieu du crime, 1986) з Катрін Денев, який він створив спільно з режисером Андре Тешіне. Згодом Ассаяс зніме більшість своїх фільмів за власними сценаріями.
У 1986 році Олів'є Ассаяс зняв свій перший повнометражний фільм «Безлад». Першим фестивальним фільмом режисера стала стрічка «Холодна вода» (фр. L'eau froide), яка була представлена в секції «Особливий погляд» Каннського кінофестивалю у 1994 році.
Знаковий етап в кар'єрі Ассаяса — стрічка «Ірма Веп» (фр. Irma Vep, 1996) із зіркою гонконзького кіно Мегі Чун, відомою своїми ролями у фільмах Вонга Кар-Вая. У 2004 Ассаяс запросив акторку у свою незалежну драму «Очищення», за яку Мегі Чун отримала звання найкращої акторки Каннського кінофестивалю. У своїх статтях та інтерв'ю Ассаяс неодноразово підкреслював вплив азійського кіно на розвиток своєї кіномови. Успіх у масового глядача Олів'є Ассаяс завоював участю у альманахах короткометражних фільмів «У кожного своє кіно» (2007) та «Париж, я люблю тебе» (2006).
У 2012 році Ассаяс знімає «Щось у повітрі» (фр. Après mai) — стрічку про протести французьких студентів у 1961 році. Фільм був представлений переважно конкурсі 69-го міжнародного Венеційського кінофестивалю і здобув премію Золоті Озелли за найкращий сценарій.

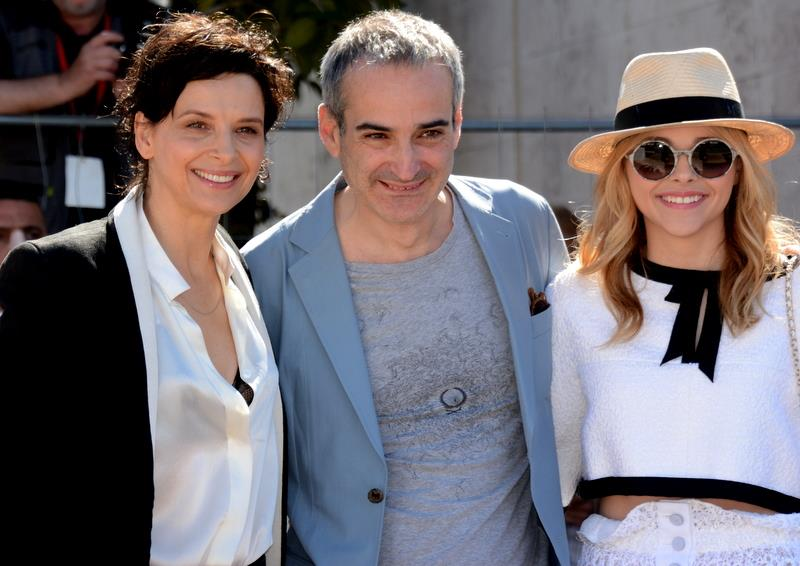
Жульєт Бінош, Олів'є Ассаяс та Хлоя Грейс Морец на Каннському МКФ, 2014

У 2014 році вийшов фільм Ассаяса «Зільс-Марія» (фр. Clouds of Sils Maria) з Жульєт Бінош, Крістен Стюарт та Хлоєю Грейс Морец. Фільм був представлений на Каннському кінофестивалі і претендував на здобуття Золотої пальмової гілки, а у 2015 році номінувався у 6 категоріях головної французької кінематографічної премії «Сезар» та отримав Приз Луї Деллюка. Крім стрічки «Зільс-Марія» на головну нагороду у Каннах висувалися ще три фільми режисера: у 2000 році — мелодрама з Еммануель Беар і Ізабель Юппер «Сентиментальні долі» (фр. Les destinées sentimentales); у 2002 — детективний трилер «Демон-коханець» (фр. Demonlover); у 2004 — драма «Очищення» (англ. Clean) з Мегі Чун іта Ніком Нолті.
У 2011 році Олів'є Ассаяс входив до складу журі основного конкурсу 64-го Каннського кінофестивалю.
У жовтні 2014 Олів'є Ассаяс розпочав роботу над гангстерським трилером «Око ідола» (англ. Idol's Eye, 2015) з Робертом Паттінсоном та Робертом Де Ніро.

## Особисте життя
У 1998 році Олів'є Ассаяс одружився з гонконзькою кіноакторкою Мегі Чун (Міс Гонконг 1983). 2001 року вони розлучилися. Друга дружина Олів'є — акторка і режисер Міа Хенсен-Леве. 2009 року у пари народилася перша дитина.

## Олів'є Ассаяс і Україна
У січні 2015 року Олів'є Ассаяс відвідав Україну, де взяв участь у презентації ретроспективи своїх фільмів, що проходила у столичному кінотеатрі Київ з 23 по 26 січня 2015. Були представлені стрічки режисера «Літній час», «Ірма Веп», «Холодна вода» та «Демон-коханець».

## Фільмографія
Режисер та сценарист
| Рік  | Українська назва               | Оригінальна назва           | Примітки                         |
| ---- | ------------------------------ | --------------------------- | -------------------------------- |
| 1979 | Авторське право                | Copyright                   | режисер                          |
| 1985 | Побачення                      | Rendez-vous                 | сценарист (з Андре Тешіне)       |
| 1986 | Безлад                         | Le lieu du crime            | сценарист                        |
| 1986 | Місце злочину                  | Désordre                    | режисер, сценарист               |
| 1989 | Зимова дитина                  | L'Enfant de l'hiver         | режисер, сценарист               |
| 1991 | Париж пробуджується            | Paris s'éveille             | режисер, сценарист               |
| 1993 |                                | Une nouvelle vie            | режисер, сценарист               |
| 1994 | Холодна вода                   | L'Eau froide                | режисер, сценарист               |
| 1996 | Ірма Веп                       | Irma Vep                    | режисер, сценарист               |
| 1998 | Кінець серпня, початок вересня | Fin août, début septembre   | режисер, сценарист               |
| 2000 | Сентиментальні долі            | Les Destinées sentimentales | режисер, сценарист               |
| 2002 | Демон-коханець                 | Demonlover                  | режисер, сценарист               |
| 2004 | Очищення                       | Clean                       | режисер, сценарист               |
| 2006 | Париже, я люблю тебе           | Paris, je t'aime            | режисер, оператор                |
| 2006 |                                | Noise                       | режисер, оператор                |
| 2007 | Вихід на посадку               | Boarding Gate               | режисер, сценарист               |
| 2008 | У кожного своє кіно            | Chacun son cinéma           | режисер, оператор                |
| 2008 | Літній час                     | L'Heure d'été               | режисер, сценарист               |
| 2009 | Карлос (трисерійний фільм)     | Carlos the Jackal           | режисер, сценарист               |
| 2010 |                                | Les temps de venir          | сценарист                        |
| 2012 | Щось у повітрі                 | Après mai                   | режисер, сценарист               |
| 2014 | Зільс-Марія                    | Sils Maria                  | режисер, сценарист               |
| 2016 | Персональний покупець          | Personal Shopper            | режисер, сценарист               |
| 2017 | Засновано на реальних подіях   | Based on a True Story       | сценарист (з Романом Полянським) |

## Визнання
| Рік                                       | Категорія                                                        | Фільм                   | Результат |
| ----------------------------------------- | ---------------------------------------------------------------- | ----------------------- | --------- |
| Премія «Сезар»                            |                                                                  |                         |           |
| 1986                                      | Найкращий оригінальний або адаптований сценарій (з Андре Тешіне) | «Побачення»             | Перемога  |
| 2011                                      | Найкраща режисерська робота                                      | «Карлос»                | Номінація |
| 2015                                      | Найкращий фільм                                                  | «Зільс-Марія»           | Номінація |
| 2015                                      | Найкраща режисерська робота                                      | «Зільс-Марія»           | Номінація |
| 2015                                      | Найкращий сценарій                                               | «Зільс-Марія»           | Номінація |
| Кінофестиваль EuropaCinema у Віареджо     |                                                                  |                         |           |
| 1991                                      | Найкращий сценарій                                               | «Париж пробуджується»   | Перемога  |
| Приз Жана Віго                            |                                                                  |                         |           |
| 1992                                      | Найкращий фільм                                                  | «Париж пробуджується»   | Перемога  |
| Каннський кінофестиваль                   |                                                                  |                         |           |
| 2000                                      | Золота пальмова гілка                                            | «Сентиментальні долі»   | Номінація |
| 2002                                      | Золота пальмова гілка                                            | «Демон-коханець»        | Номінація |
| 2004                                      | Золота пальмова гілка                                            | «Очищення»              | Номінація |
| 2014                                      | Золота пальмова гілка                                            | «Зільс-Марія»           | Номінація |
| 2016                                      | Золота пальмова гілка                                            | «Персональний покупець» | Номінація |
| 2016                                      | Приз за найкращу режисуру                                        | «Персональний покупець» | Перемога  |
| Кінофестиваль «Сінеманія»                 |                                                                  |                         |           |
| 2000                                      | Приз глядацьких симпатій                                         | «Сентиментальні долі»   | Перемога  |
| Каталонський кінофестиваль у Сіджасі      |                                                                  |                         |           |
| 2002                                      | Найкращий фільм                                                  | «Демон-коханець»        | Перемога  |
| 2002                                      | Приз критиків                                                    | «Демон-коханець»        | Перемога  |
| Кінофестиваль у Мускаті                   |                                                                  |                         |           |
| 2003                                      | Приз Бронзовий кинджал                                           | «Сентиментальні долі»   | Перемога  |
| 2003                                      | Найкращий режисер                                                | «Сентиментальні долі»   | Перемога  |
| Асоціація кінокритиків Лос-Анджелеса, США |                                                                  |                         |           |
| 2009                                      | Найкращий іноземний фільм                                        | «Літній час»            | Перемога  |
| 2010                                      | Найкращий іноземний фільм                                        | «Карлос»                | Перемога  |
| 2010                                      | Найкращий режисер                                                | «Карлос»                | Перемога  |
| Національна спілка кінокритиків США       |                                                                  |                         |           |
| 2010                                      | Найкращий режисер                                                | «Літній час»            | 2 місце   |
| 2010                                      | Найкращий сценарій                                               | «Літній час»            | 2 місце   |
| 2011                                      | Найкращий режисер                                                | «Карлос»                | 2 місце   |
| Приз Європейської кіноакадемії            |                                                                  |                         |           |
| 2010                                      | Найкращий режисер                                                | «Карлос»                | Номінація |
| Кришталевий глобус                        |                                                                  |                         |           |
| 2011                                      | Найкращий телевізійний фільм                                     | «Карлос»                | Перемога  |
| Венеційський кінофестиваль                |                                                                  |                         |           |
| 2012                                      | Золотий лев                                                      | «Щось у повітрі»        | Номінація |
| 2012                                      | Приз Золота Озелла за найкращий сценарій                         | «Щось у повітрі»        | Перемога  |
| 2012                                      | Приз Fondazione Mimmo Rotella                                    | «Щось у повітрі»        | Перемога  |
| Приз Луї Деллюка                          |                                                                  |                         |           |
| 2014                                      | Найкращий фільм                                                  | «Зільс-Марія»           | Перемога  |